# Nikalmati
Nikalmati (hettita ékírással 𒊩𒉌𒅅𒆗𒈠𒀀𒋾 MUNUSni/né(-ik/g/ek/g)-kal/gal9-ma(-a-ti), fNigalma, fNikalmati) ismeretlen származású hettita királyné, I. (II.) Tudhalijasz felesége az i. e. 14. század elején. A neve a Nik(k)al istennőnév és a -mati összetétele. Az utóbbi hettita torzítás, a hurri madi átírása, ami „bölcsesség”-et jelent. A CTH#661 („Hettita királylista”) a Bo2682-es töredéken, a 4§ 17. sorában említi töredékesen: [fn]ikal-mati.
A királyi pár uralkodása alatt a Hettita Birodalom jelentős átalakuláson ment keresztül, amelynek egyik eleme a kultúra és a nyelv hurrizálódása. Ennek egyik első jele a hurri nevű királyné megjelenése. Ez időben Mitanni – a hurrik állama – már szembetűnően meggyengült, sőt Tusratta uralkodásával tulajdonképpen a bukása kezdődött meg. Ezért a hurri elemek terjedése nem lehet Mitanni politikai befolyásának jele. Nikalmati valószínűleg kizzuvatnai származású volt, amely terület korábban Mitanni szövetségese és/vagy vazallusa volt, de ekkortájt visszatért a hettita orientációhoz. A CTH#494 („Ningal holdistennő rítusai”) szerint a Nikalmati nevében szereplő hurri istennő, az ősi sumer Ningal hurri változatának kultusza is terjedt.
Nikalmatinak és Tudhalijasznak egyetlen gyermekét ismerjük, Aszmu-Nikalt, akinek révén Tudhalijasz halála után Arnuvandasz királysága következett. Egyes elképzelések szerint (Beal) Arnuvandasz és Aszmu-Nikal testvérek voltak, sőt elképzelhető, hogy Kantuccilisz volt a harmadik.

## Lásd még
- hettita királyok családfája
- hettita királynék listája